# Bonawentura Buczyński
Bonawentura Buczyński (ur. ok. 1800, zm. 1872 w Berlinie, Wisconsin) – polski duchowny katolicki, franciszkanin.
Działał jako misjonarz w Chinach, Chile i od około 1863 w USA. W Poland Corner (potem Polonia) w stanie Wisconsin był duszpasterzem polskich środowisk i współpracował z pionierem polskiego duszpasterstwa katolickiego w Wisconsin ks. Janem Polakiem. W latach 1868–1870 był proboszczem parafii św. Stanisława w Milwaukee. Przyczynił się do powołania kilku polskich parafii w Wisconsin. Jego nagrobek w Springvale ufundowało duchowieństwo polonijne.